# Nancagua (distrito)
Nancagua fue uno de los distritos que integró la subdelegación de Nancagua, en el antiguo departamento de San Fernando, provincia de Colchagua.
El territorio del distrito fue organizado por decreto del presidente José Joaquín Pérez Mascayano el 14 de agosto de 1867.

## Historia
El distrito, que ocupó el número 1.° de la subdelegación Nancagua, fue creado por decreto supremo del 14 de agosto de 1867, que divide el departamento de San Fernando en veinte subdelegaciones y numerosos distritos. El documento determina así sus límites:

Al norte, por el Tinguiririca; al este, por los deslindes del lugar denominado la Orilla de los Liberona y la hacienda de Nancagua con los fundos de los Perales y Santa Úrzula; al sur, por los confines de la finca perteneciente a la testamentaria de don Andrés Díaz, desde el río hasta el camino público y, desde aquí, el deslinde oriental del potrero del Cardal de la hacienda de Nancagua hasta el fundo del presbítero Rojas González, incluso también el del lugar de la Orilla de la Liberona; y al oeste, el límite de la subdelegación

El Decreto con Fuerza de Ley N.° 8.583 del 30 de diciembre de 1927 redistribuye el territorio del departamento de San Fernando, y los distritos se suprimen.

## Administración
La administración del territorio estaba a cargo de un inspector, quien respondía a las órdenes del subdelegado, quien tenía la potestad de nombrarlos o removerlos dando cuenta al gobernador departamental.